# Alchemilla tianschanica
Alchemilla tianschanica är en rosväxtart som beskrevs av Sergei Vasilievich Juzepczuk. Alchemilla tianschanica ingår i släktet daggkåpor, och familjen rosväxter. Inga underarter finns listade i Catalogue of Life.